# Nagurus izuharaensis
Nagurus izuharaensis is een pissebed uit de familie Trachelipodidae. De wetenschappelijke naam van de soort is voor het eerst geldig gepubliceerd in 1991 door Nunomura.